# Huby-Saint-Leu
Pour les articles homonymes, voir Huby et Saint-Leu.
Huby-Saint-Leu est une ancienne commune française située dans le département du Pas-de-Calais en région Hauts-de-France. Ses habitants sont appelés les Saint-Loupois.
Le 1er janvier 2025, les communes d'Hesdin d'Huby-Saint-Leu, Marconne et Sainte-Austreberthe, se sont rassemblées pour former la commune nouvelle d'Hesdin-la-Forêt.
La commune fait partie de la communauté de communes des 7 Vallées qui regroupe 66 communes et compte 29 425 habitants en 2022.

## Géographie

### Localisation
Le territoire de la commune est limitrophe de ceux de dix communes :
| Contes            | Cavron-Saint-Martin La Loge | Wamin    |
| Aubin-Saint-Vaast | Huby-Saint-Leu              | Le Parcq |
| Guisy             | Marconnelle, Marconne       | Grigny   |

### Géologie et relief
La superficie de la commune est de 12,44 km2 ; son altitude varie de 21  à   118 m.

### Hydrographie
Le territoire de la commune, situé dans le bassin Artois-Picardie, est traversé par quatre cours d'eau :
- le fleuve côtier la Canche, un cours d'eau naturel de 100,22 km, qui prend sa source dans la commune de Gouy-en-Ternois et se jette dans la Manche entre Étaples et Le Touquet-Paris-Plage[3] ;

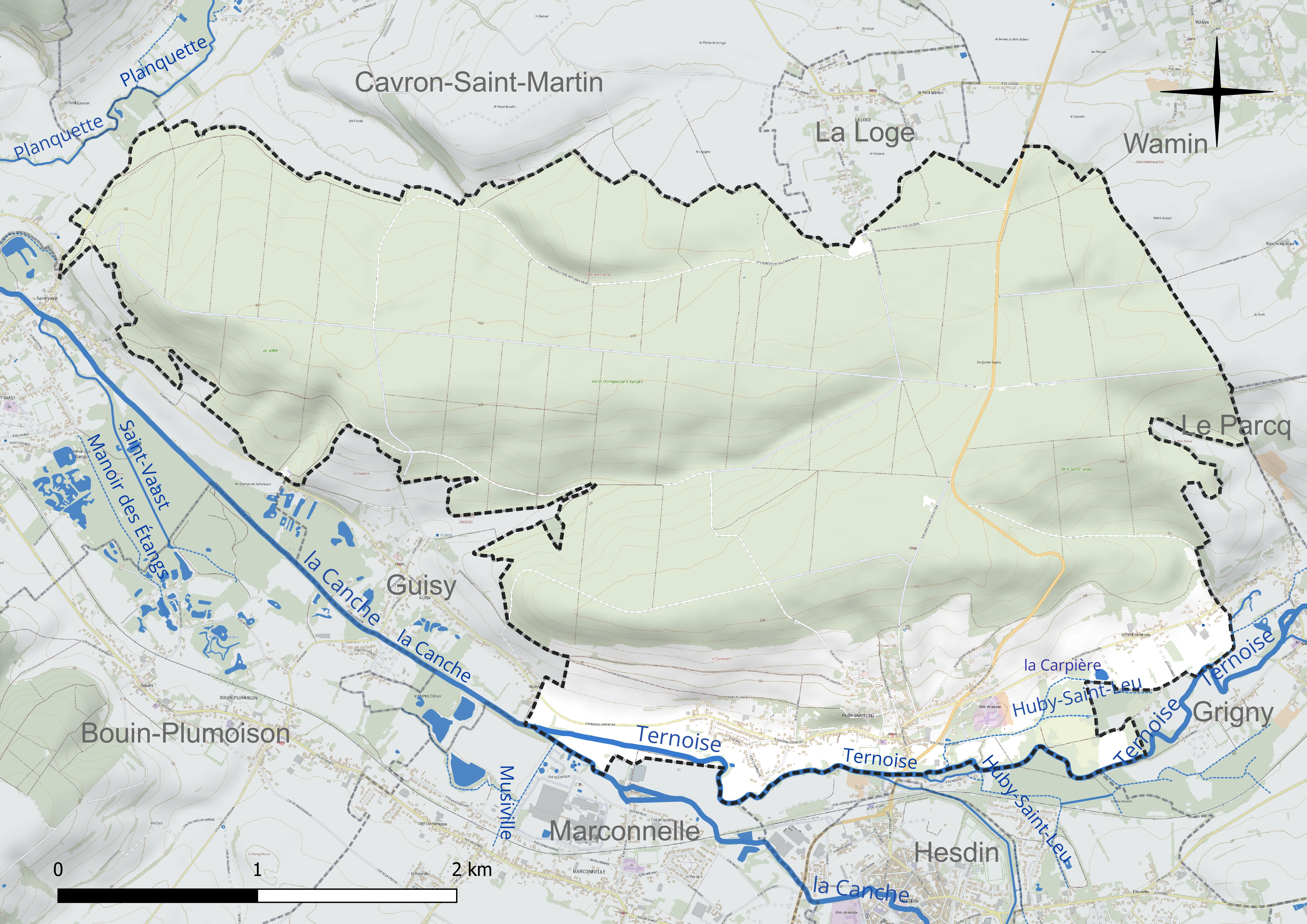
Réseau hydrographique d'Huby-Saint-Leu.

- la Ternoise, un cours d'eau naturel non navigable de 41,43 km, qui prend sa source dans la commune d'Ostreville, conflue dans la Canche au niveau de la commune d'Huby-Saint-Leu[4] ;
- le Huby-Saint-Leu, cours d'eau naturel non navigable de 1,35 km, qui prend sa source dans la commune de Grigny et se jette dans la Ternoise au niveau de la commune[5] ;
- le Petit Saint-Leu, cours d'eau naturel non navigable de 0,85 km, qui prend sa source dans la commune de Grigny et se jette dans la Ternoise au niveau de la commune[6].

### Climat
Pour des articles plus généraux, voir Climat des Hauts-de-France et Climat du Pas-de-Calais.
En 2010, le climat de la commune est de type climat océanique altéré, selon une étude du CNRS s'appuyant sur une série de données couvrant la période 1971-2000. En 2020, Météo-France publie une typologie des climats de la France métropolitaine dans laquelle la commune est exposée à un climat océanique et est dans la région climatique Côtes de la Manche orientale, caractérisée par un faible ensoleillement (1 550 h/an) ; forte humidité de l’air (plus de 20 h/jour avec humidité relative > 80 % en hiver), vents forts fréquents.
Pour la période 1971-2000, la température annuelle moyenne est de 10,6 °C, avec une amplitude thermique annuelle de 13,2 °C. Le cumul annuel moyen de précipitations est de 892 mm, avec 12,7 jours de précipitations en janvier et 8,5 jours en juillet. Pour la période 1991-2020, la température moyenne annuelle observée sur la station météorologique la plus proche, située sur la commune de Humières à 12 km à vol d'oiseau, est de 10,9 °C et le cumul annuel moyen de précipitations est de 856,9 mm,. Pour l'avenir, les paramètres climatiques de la commune estimés pour 2050 selon différents scénarios d'émission de gaz à effet de serre sont consultables sur un site dédié publié par Météo-France en novembre 2022.

### Paysages
Pour un article plus général, voir Paysage en France.
La commune est située à la jonction de deux paysages tel qu’ils sont définis dans l’atlas des paysages de la région Nord-Pas-de-Calais, conçu par la direction régionale de l'Environnement, de l'Aménagement et du Logement (DREAL), : 
- les « paysages montreuillois » qui concerne 98 communes, se délimitent : à l’Ouest par des falaises qui, avec le recul de la mer, ont donné naissance aux bas-champs ourlées de dunes ; au Nord par la boutonnière du Boulonnais ; au sud par le vaste plateau formé par la vallée de l’Authie, et à l’Est par les paysages du Ternois et de Haut-Artois. Ce paysage régional, avec, dans son axe central, la vallée de la Canche et ses nombreux affluents comme la Course, la Créquoise, la Planquette…, offre une alternance de vallées et de plateaux, appelée « ondulations montreuilloises ». Dans ce paysage, et plus particulièrement sur les plateaux, on cultive la betterave sucrière, le blé et le maïs, et les plateaux entre la Ternoise et la Créquoise sont couverts de vastes massifs forestiers comme la forêt d'Hesdin, les bois de Fressin, Sains-lès-Fressin, Créquy…[14] ;
- les « paysages du Ternois » qui concernent 138 communes avec trois pôles d’attraction que sont Hesdin à l'ouest, Saint-Pol-sur-Ternoise à l’est et, dans une moindre mesure, Frévent en lisière sud, sont délimités par deux cours d’eau : la Canche au Sud et la Ternoise au Nord. Ces paysages sont composés de plateaux, de vallées et de bocages. Les plateaux du Ternois montrent une structure tabulaire assez plane et une altitude assez régulière avec des points culminants entre 150  à   160 m.

Le territoire d’une vingtaine de kilomètres du Nord au Sud et d’Est en Ouest, est traversé par la D 939 reliant Saint-Pol-sur-Ternoise à Hesdin, par la D 912 entre Saint-Pol-sur-Ternoise et Frévent et par la ligne ferroviaire de Saint-Pol-sur-Ternoise à Étaples dans la vallée de la Canche. La position excentrée, en l’absence de grands axes autoroutiers ou ferrés structurants, a permis au Ternois de conserver un caractère rural et une certaine qualité de paysage.
Au niveau de l’occupation des sols, les surfaces cultivées sont omniprésentes sur les plateaux, avec majoritairement la culture de la betterave et de la pomme de terre, et représentent près de 72 % de la surface totale de ces paysages du Ternois, les espaces artificialisés, cantonnés dans les fonds de vallée, représentent 13 % et les surfaces boisées, présentes dans les deux principales vallées de la Ternoise et de la Canche, ne représentent que 6 %.

### Milieux naturels et biodiversité

#### Espaces protégés et gérés
La protection réglementaire est le mode d’intervention le plus fort pour préserver des espaces naturels remarquables et leur biodiversité associée.
Dans ce cadre, on trouve sur le territoire de la commune deux terrains gérés par le Conservatoire d'espaces naturels des Hauts-de-France : 
- les cavités de La Loge, d'une superficie de 38,019 ha[17] ;
- le marais des courbes, d'une superficie de 5,389 ha[18].

#### Zones naturelles d'intérêt écologique, faunistique et floristique
L’inventaire des zones naturelles d'intérêt écologique, faunistique et floristique (ZNIEFF) a pour objectif de réaliser une couverture des zones les plus intéressantes sur le plan écologique, essentiellement dans la perspective d’améliorer la connaissance du patrimoine naturel national et de fournir aux différents décideurs un outil d’aide à la prise en compte de l’environnement dans l’aménagement du territoire.
Le territoire communal comprend deux ZNIEFF de type 1 : 
- la forêt domaniale d'Hesdin et ses lisières. Elle est située dans le Ternois et s’étend sur le plateau de l’Aa et sur le rebord sud d’un glacis incliné vers la dépression synclinale de la Canche[19] ;
- le marais communal d'Huby-Saint-Leu, d’une superficie de 5 ha et d'une altitude variant de 24  à   25 mètres. Cette ZNIEFF, située au pied du versant nord de la vallée de la Ternoise et qui s’étend sur la rive droite de la rivière, en amont d’Hesdin et du bourg d’Huby-Saint-Leu, est composée d’une partie nord d’un boisement marécageux planté de peupliers épars, et au sud d’un marais ouvert[20].

et une ZNIEFF de type 2 : la basse vallée de la Canche et ses versants en aval d’Hesdin, d'une altitude variant de 4  à   133 mètres. Cette zone humide recelant des marais tourbeux, s'étend d'Étaples à Hesdin sur une superficie de 12 059 ha.

Carte des ZNIEFF de type 1 et 2 sur la commune
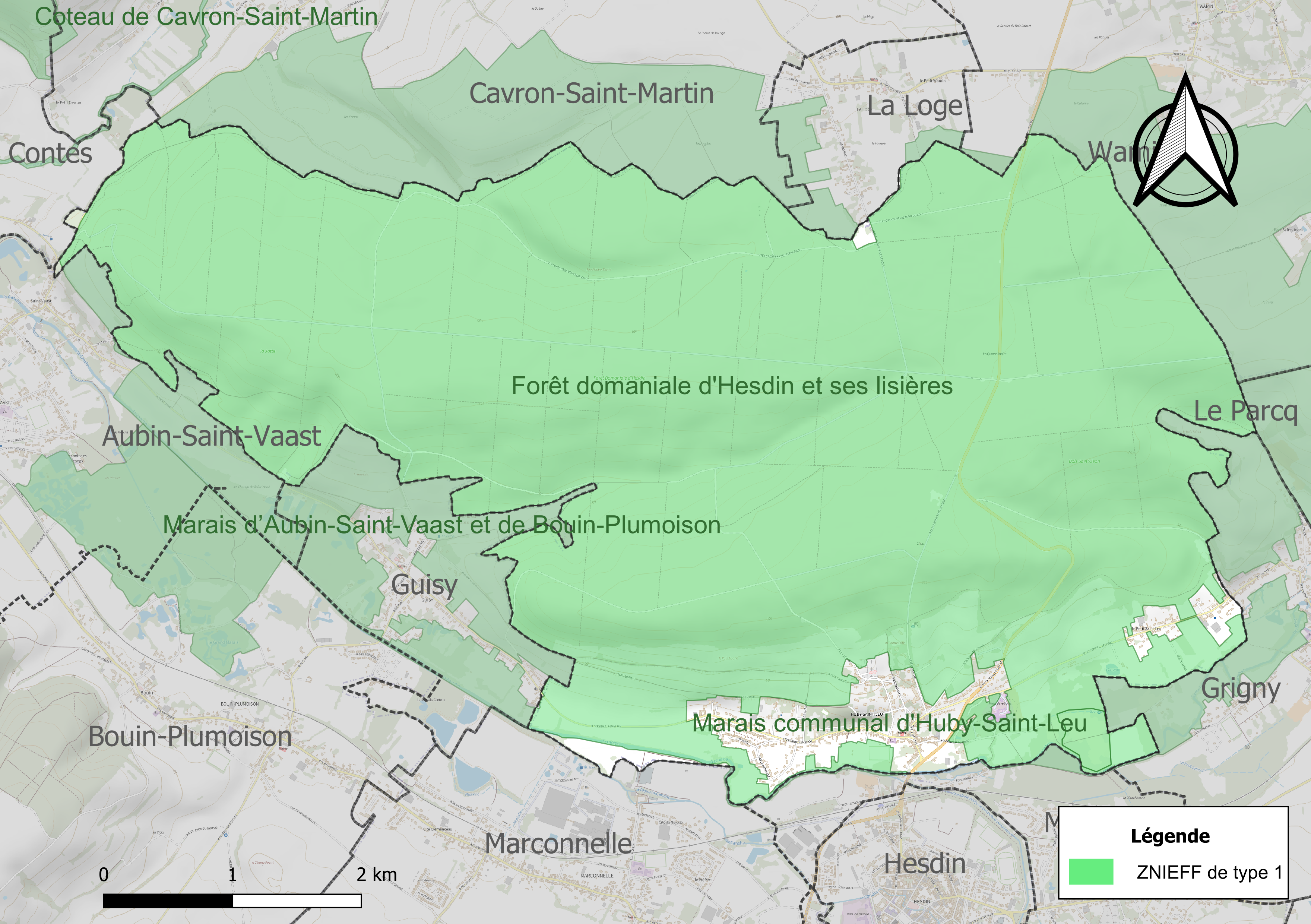
Carte des ZNIEFF de type 1 sur la commune.
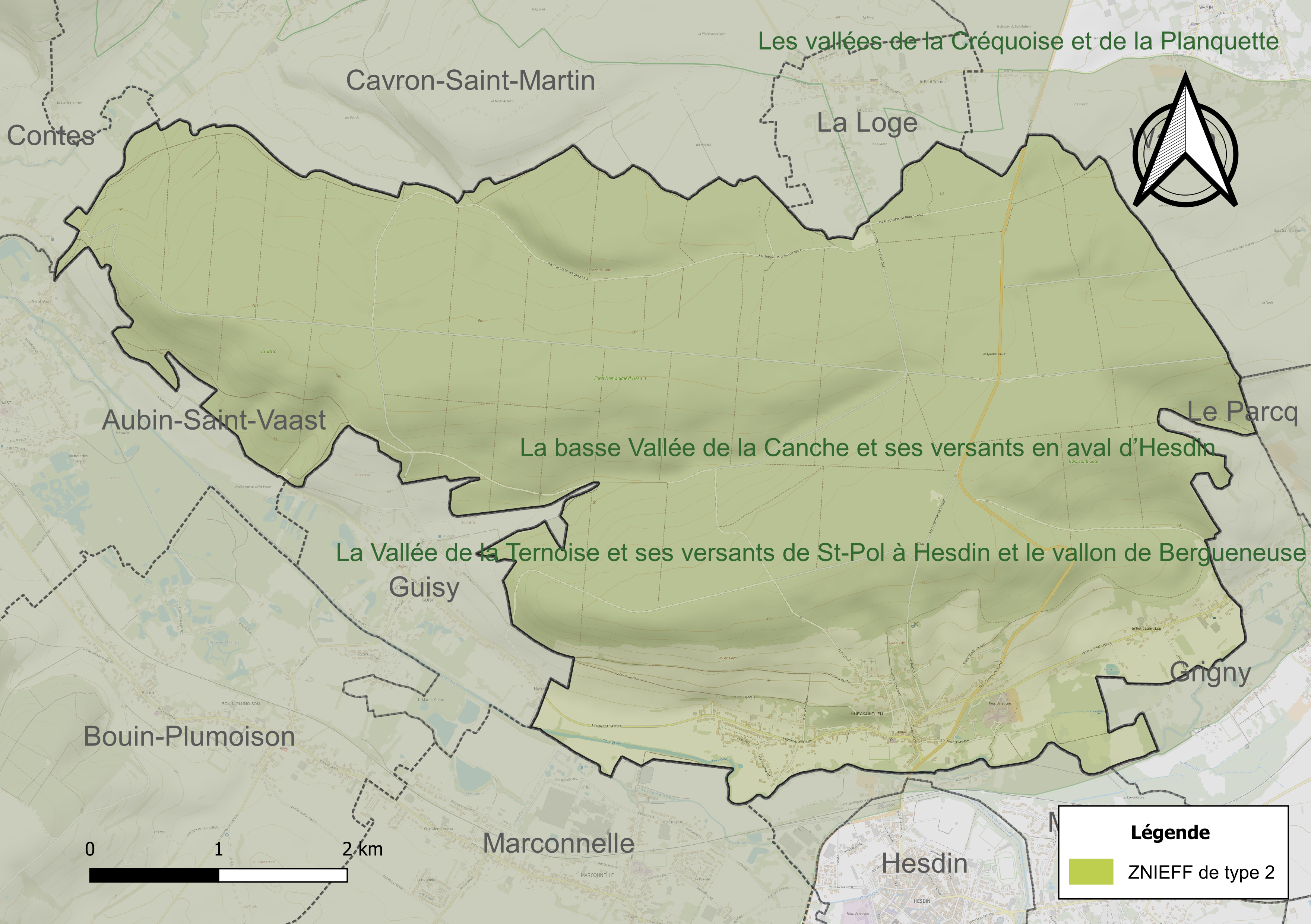
Carte de la ZNIEFF de type 2 sur la commune.

#### Espèces faunistiques et floristiques
L’Inventaire national du patrimoine naturel (INPN) recense plusieurs espèces faunistiques et floristiques sur le territoire de la commune dont certaines sont protégées et d’autres menacées et quasi-menacées.

## Urbanisme

### Typologie
Au 1er janvier 2024, Huby-Saint-Leu est catégorisée petite ville, selon la nouvelle grille communale de densité à sept niveaux définie par l'Insee en 2022.
Elle appartient à l'unité urbaine de Hesdin, une agglomération intra-départementale regroupant huit  communes, dont elle est une commune de la banlieue,,. Par ailleurs la commune fait partie de l'aire d'attraction d'Hesdin, dont elle est une commune du pôle principal,. Cette aire, qui regroupe 28 communes, est catégorisée dans les aires de moins de 50 000 habitants,.

### Occupation des sols
L'occupation des sols de la commune, telle qu'elle ressort de la base de données européenne d’occupation biophysique des sols Corine Land Cover (CLC), est marquée par l'importance des forêts et milieux semi-naturels (82,4 % en 2018), une proportion identique à celle de 1990 (82,4 %). La répartition détaillée en 2018 est la suivante : 
forêts (82,4 %), terres arables (9,2 %), zones urbanisées (4,7 %), prairies (3,6 %). L'évolution de l’occupation des sols de la commune et de ses infrastructures peut être observée sur les différentes représentations cartographiques du territoire : la carte de Cassini (XVIIIe siècle), la carte d'état-major (1820-1866) et les cartes ou photos aériennes de l'IGN pour la période actuelle (1950 à aujourd'hui).

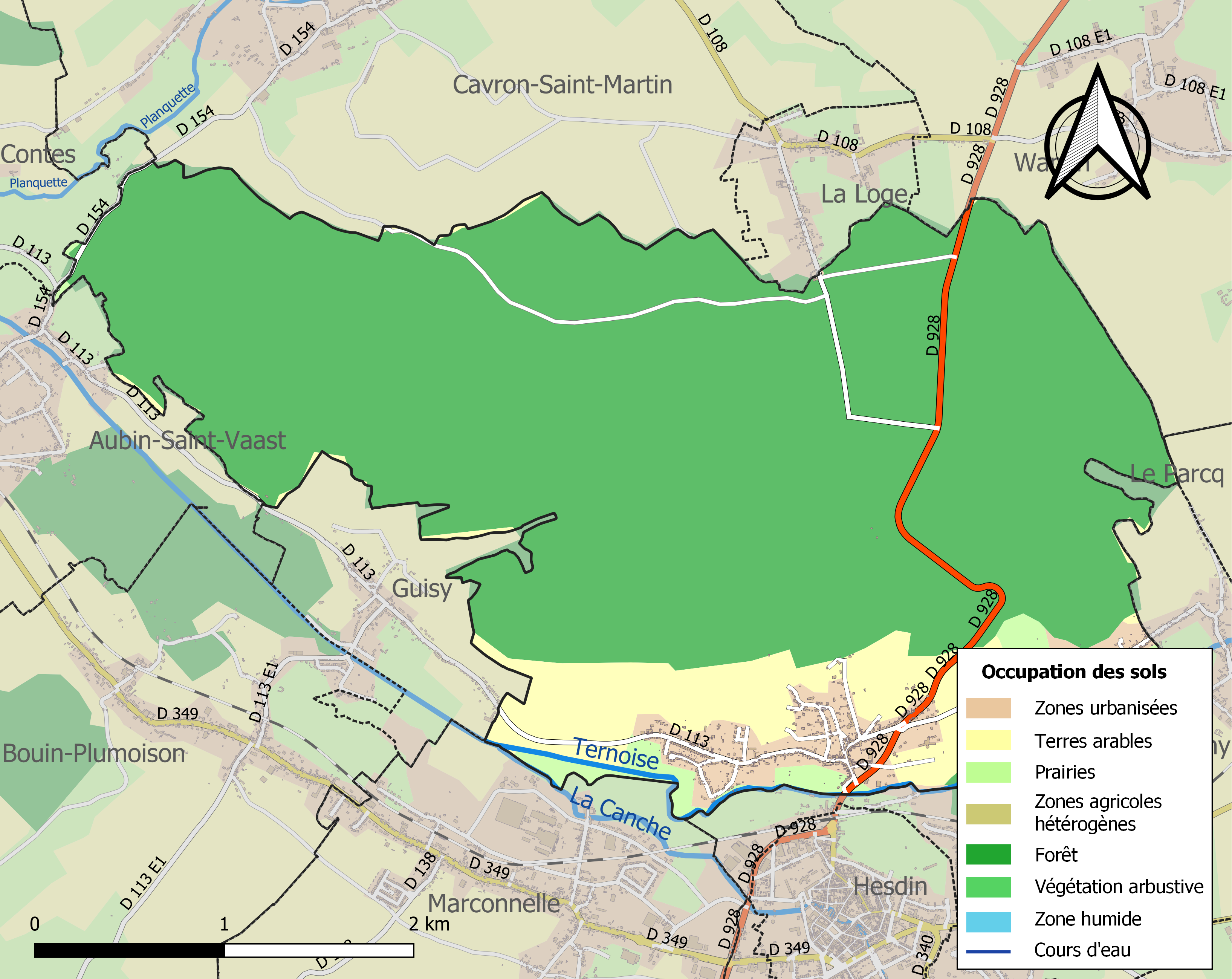
Carte des infrastructures et de l'occupation des sols de la commune en 2018 (CLC).

## Toponymie
Le nom de la localité est attesté sous les formes Hubi en 1077 (D. Bét., cart. d’Auchy, p. 18), Huby en 1112 (Miræus, t. I, p. 170), Hupi en 1157 (Gall. christ., t. X, instr., col. 316), Hubui au XIIe siècle (abb. de Cercamp), Huppi en 1477 (terr. de l’hôtel-Dieu de Montreuil), Hubby en 1512 (Tassart, pouillé, f° 206 v°).
Durant la Révolution, la commune porte le nom de Mont-Blanc en 1793 (loi de brum. an II).
Le Petit-Saint-Leu est un écart de la commune.
Saint-Leu est un hagiotoponyme.

## Histoire
Avant la Révolution française, Huby est le siège d'une seigneurie.

### Seigneurs d'Huby
- Jean-Baptiste de Bassecourt est créé marquis de Grigny par lettres patentes du roi d'Espagne Charles II du 22 (27) juillet 1690, avant que le titre ne soit reconnu en France, en octobre 1705 par ses héritiers (lettres patentes, enregistrées le 22 octobre 1706 à Fontainebleau[31],[32],). Jean-Baptiste de Bassecourt est en 1690 chevalier de l'ordre de Saint-Jacques, seigneur d'Huby, de Grigny, général des armées d'Espagne, issu d'une ancienne famille de l'Artois, au service depuis 1655[30].

## Politique et administration

### Création d'une commune nouvelle
Un projet de commune nouvelle, regroupant cinq communes associées que sont Hesdin, Huby-Saint-Leu, Marconne, Marconnelle et Sainte-Austreberthe, est à l'étude pour une mise en place prévue au 1er janvier 2025. Les conseils municipaux de quatre communes ont, par un vote symbolique, affichés leur détermination à la concrétisation du projet, seul celui de la commune de Marconnelle s'est opposé à rejoindre ce projet. Il reste, pour les quatre communes restantes à répondre aux questions de la population, des associations et des institutions. Le 16 septembre 2024, Les conseils municipaux des quatre communes, qui totalisent 4 509 habitants en 2021, ont voté pour la création de la commune nouvelle qui s'appellera Hesdin-la-Forêt (52 votes pour sur 59 élus). Cette commune nouvelle prend effet au 1er janvier 2025, ensuite le 5 janvier 2025, les 59 élus des quatre communes élisent le maire de la commune nouvelle, le nouveau conseil municipal est constitué du nouveau maire, de quatre maires délégués et des 59 conseillers municipaux jusqu'au élections municipales de mars 2026, conseil municipal qui, après ces élections, sera de 29 élus.

### Découpage territorial
La commune se trouve dans l'arrondissement de Montreuil du département du Pas-de-Calais.

#### Commune et intercommunalités
La commune est membre de la communauté de communes des 7 Vallées.

#### Circonscriptions administratives
La commune est rattachée au canton d'Auxi-le-Château.

#### Circonscriptions électorales
Pour l'élection des députés, la commune fait partie de la quatrième circonscription du Pas-de-Calais.

### Élections municipales et communautaires

#### Liste des maires
| Période                                  | Période                    | Identité      | Étiquette | Qualité                                                                      |
| ---------------------------------------- | -------------------------- | ------------- | --------- | ---------------------------------------------------------------------------- |
| Les données manquantes sont à compléter. |                            |               |           |                                                                              |
|                                          | novembre 1982              | André Cardon  |           | démissionnaire                                                               |
| 18 novembre 1982                         | En cours (au 24 mars 2022) | Serge Roussel |           | Ancien cadre Réélu pour le mandat 2014-2020, Réélu pour le mandat 2020-2026, |

## Population et société

### Démographie
Les habitants sont appelés les Saint-Loupois.

#### Évolution démographique
L'évolution du nombre d'habitants est connue à travers les recensements de la population effectués dans la commune depuis 1793. Pour les communes de moins de 10 000 habitants, une enquête de recensement portant sur toute la population est réalisée tous les cinq ans, les populations de référence des années intermédiaires étant quant à elles estimées par interpolation ou extrapolation. Pour la commune, le premier recensement exhaustif entrant dans le cadre du nouveau dispositif a été réalisé en 2006.

En 2022, la commune comptait 840 habitants, en évolution de −5,19 % par rapport à 2016 (Pas-de-Calais : −0,72 %, France hors Mayotte : +2,11 %).
| 1793 | 1800 | 1806 | 1821 | 1831 | 1836 | 1841 | 1846 | 1851 |
| ---- | ---- | ---- | ---- | ---- | ---- | ---- | ---- | ---- |
| 523  | 627  | 635  | 734  | 790  | 756  | 727  | 744  | 705  |

| 1856 | 1861 | 1866 | 1872 | 1876 | 1881 | 1886 | 1891 | 1896 |
| ---- | ---- | ---- | ---- | ---- | ---- | ---- | ---- | ---- |
| 666  | 664  | 645  | 649  | 610  | 596  | 598  | 633  | 656  |

| 1901 | 1906 | 1911 | 1921 | 1926 | 1931 | 1936 | 1946 | 1954 |
| ---- | ---- | ---- | ---- | ---- | ---- | ---- | ---- | ---- |
| 632  | 621  | 625  | 594  | 545  | 523  | 575  | 545  | 551  |

| 1962 | 1968 | 1975 | 1982 | 1990  | 1999 | 2006 | 2011 | 2016 |
| ---- | ---- | ---- | ---- | ----- | ---- | ---- | ---- | ---- |
| 601  | 718  | 868  | 926  | 1 010 | 967  | 957  | 930  | 886  |

| 2021 | 2022 | - | - | - | - | - | - | - |
| ---- | ---- | - | - | - | - | - | - | - |
| 855  | 840  | - | - | - | - | - | - | - |

#### Pyramide des âges
La population de la commune est relativement âgée.
En 2018, le taux de personnes d'un âge inférieur à 30 ans s'élève à 29,6 %, soit en dessous de la moyenne départementale (36,7 %). À l'inverse, le taux de personnes d'âge supérieur à 60 ans est de 39,0 % la même année, alors qu'il est de 24,9 % au niveau départemental.
En 2018, la commune comptait 416 hommes pour 470 femmes, soit un taux de 53,05 % de femmes, légèrement supérieur au taux départemental (51,50 %).
Les pyramides des âges de la commune et du département s'établissent comme suit.
| Hommes | Classe d’âge | Femmes |
| ------ | ------------ | ------ |
| 2,6    | 90 ou +      | 6,8    |
| 10,8   | 75-89 ans    | 19,8   |
| 19,5   | 60-74 ans    | 17,9   |
| 19,5   | 45-59 ans    | 15,5   |
| 15,9   | 30-44 ans    | 12,3   |
| 14,4   | 15-29 ans    | 13,2   |
| 17,3   | 0-14 ans     | 14,5   |

| Hommes | Classe d’âge | Femmes |
| ------ | ------------ | ------ |
| 0,5    | 90 ou +      | 1,6    |
| 5,6    | 75-89 ans    | 8,9    |
| 16,7   | 60-74 ans    | 18,1   |
| 20,2   | 45-59 ans    | 19,2   |
| 18,9   | 30-44 ans    | 18,1   |
| 18,2   | 15-29 ans    | 16,2   |
| 19,9   | 0-14 ans     | 17,9   |

## Culture locale et patrimoine

### Lieux et monuments

#### Monument historique
- L'église Saint-Leu, inscrite au titre des monuments historiques[49] par arrêté du 5 avril 1930, église qui nécessite une réhabilitation[50].

#### Autres lieux et monuments
- Le monument aux morts[51].

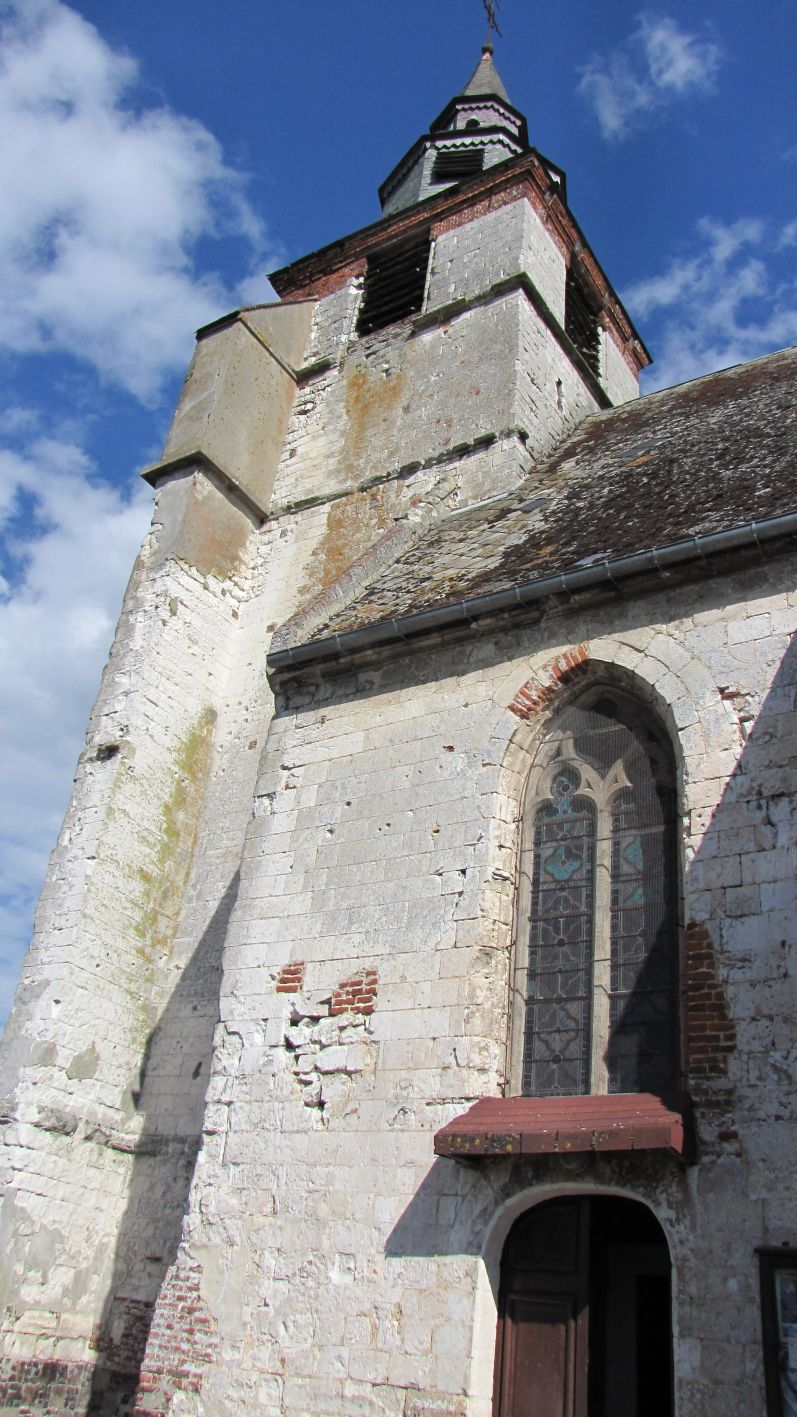
Le clocher de l'église Saint-Leu.
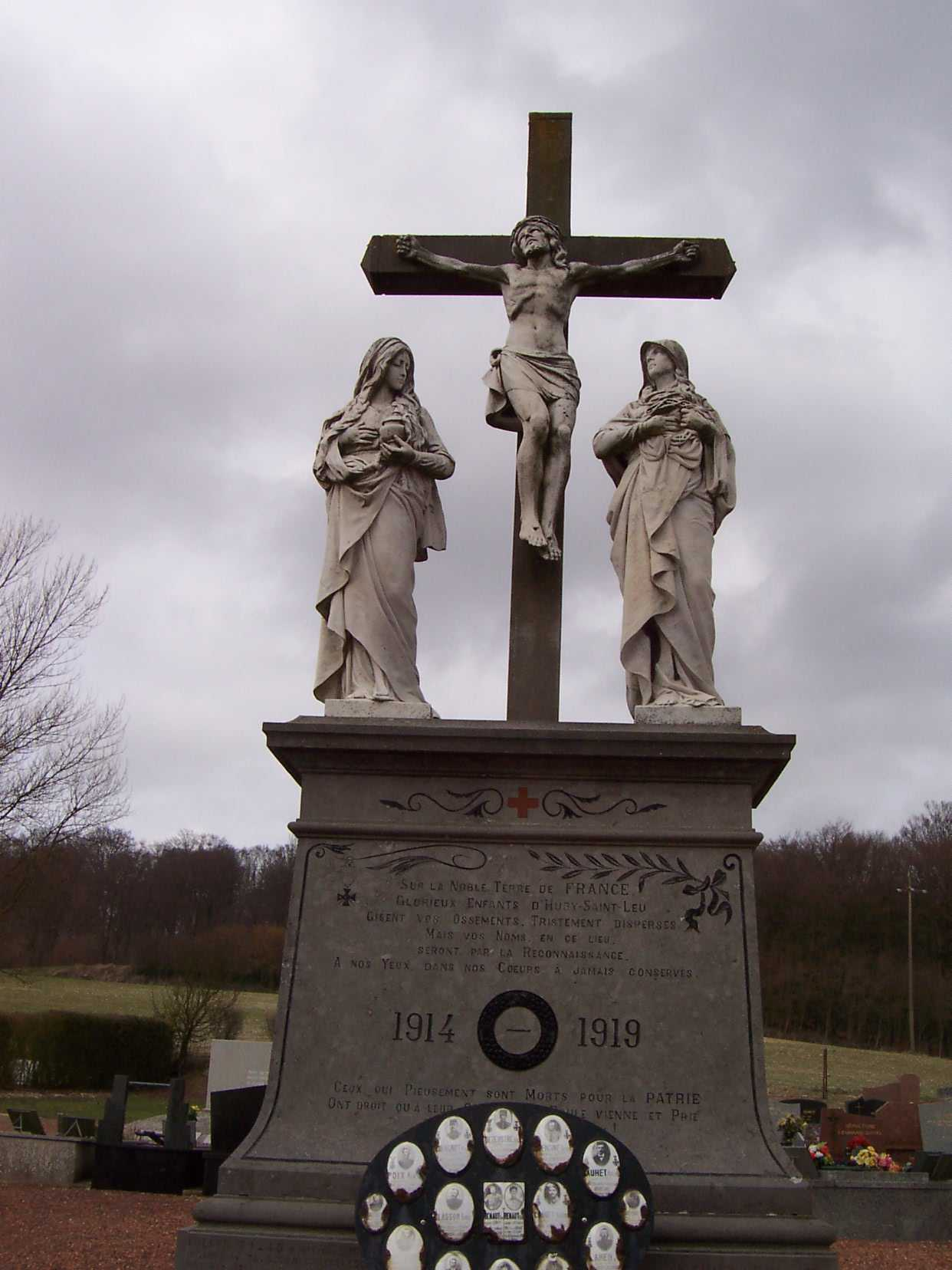
Le monument aux morts.

### Personnalités liées à la commune
- Georges Vallée (1853-1926), homme politique né à Huby-Saint-Leu, député du Pas-de-Calais de 1900 à 1910.

### Héraldique
|  | Les armes de la ville se blasonnent ainsi : Écartelé, au premier d'or au créquier arraché de gueules, au deuxième de sinople à la mitre d'argent, au troisième de sinople au canon sur son affût d'argent, au quatrième d'or au cerf de gueules. |

## Pour approfondir